# Anilocra monoma
Anilocra monoma är en kräftdjursart som beskrevs av Bowman och Tareen 1983. Anilocra monoma ingår i släktet Anilocra och familjen Cymothoidae. Inga underarter finns listade i Catalogue of Life.